# 史蒂夫·唐宁
史蒂夫·唐宁（英語：Steve Downing，1950年9月9日—），美国NBA联盟前职业篮球运动员。他在1973年的NBA选秀中第1轮第17顺位被波士顿凯尔特人选中。